# Pseudostixis
Pseudostixis is een kevergeslacht uit de familie van de boktorren (Cerambycidae). De wetenschappelijke naam van het geslacht werd voor het eerst geldig gepubliceerd in 1936 door Breuning.

## Soorten
Pseudostixis omvat de volgende soorten:
- Pseudostixis basigranosa Breuning, 1945
- Pseudostixis basilewskyi Breuning, 1960
- Pseudostixis densepunctata Breuning, 1936
- Pseudostixis dentata (Hintz, 1911)
- Pseudostixis flavifrons (Aurivillius, 1914)
- Pseudostixis flavomarmoratus Breuning, 1964
- Pseudostixis griseostictica Breuning, 1936
- Pseudostixis integra Breuning, 1938
- Pseudostixis kivuensis Breuning, 1936
- Pseudostixis laevepunctata Breuning, 1959
- Pseudostixis laevicollis Breuning, 1966
- Pseudostixis marshalli Breuning, 1936
- Pseudostixis proxima Breuning, 1936
- Pseudostixis vicina Breuning, 1936